# الک گسل
الک گسل (انگلیسی: Alec Gaskell; ۳۰ ژوئیهٔ ۱۹۳۲ – ۱۴ مارس ۲۰۱۴) بازیکن فوتبال اهل بریتانیا بود.
از باشگاه‌هایی که در آن بازی کرده‌است می‌توان به باشگاه فوتبال منزفیلد تاون، باشگاه فوتبال ترانمره راورز، باشگاه فوتبال وینسفورد یونایتد، باشگاه فوتبال ساوتپورت، باشگاه فوتبال منچستر یونایتد، باشگاه فوتبال نیوکاسل یونایتد، و باشگاه فوتبال گرنثم تاون اشاره کرد.